# Romuald Berthe
Romuald Berthe (wym. [ʁomyˈald ˈbɛʁt]; ur. 16 lutego 1987 w Aubergenville) – francuski rugbysta polskiego pochodzenia, reprezentant Polski. Obecnie występuje na pozycji środkowego ataku, choć wcześniej grał także jako łącznik młyna i skrzydłowy.

## Początki
Berthe urodził się w Aubergenville w regionie Île-de-France. Uczęszczał do szkół w pobliskich Les Mureaux i Maule. W wieku ośmiu lat zaczął chodzić do szkółki rugby COBS w Les Mureaux, do której należał do 2001 roku. Następnie trafił do drużyny młodzieżowej RC Massy Essonne z miejscowości Massy, której seniorzy występowali wówczas w drugiej klasie rozgrywkowej. W 2005 roku przeniósł się do Clermont do zespołu ASM Clermont Auvergne. Grał tam do roku 2008 – w zepołach młodzieżowych, do lat 21.

## Kariera klubowa
W 2008 roku Berthe podpisał profesjonalny kontrakt z RC Rouen, klubem z ligi Fédérale 1, gdzie jednak grał tylko przez jeden sezon. Następnie przeniósł się ze zdegradowanego za długi i upadłego RC Rouen do Bobigny (AC Bobigny 93 Rugby). W sezonie 2010/2011 wraz z drużyną czerwono-czarnych doszedł do ćwierćfinału Pucharu Jeana Prata (o mistrzostwo Francji na poziomie Fédérale 1).
Po dwóch sezonach spędzonych w Bobigny, Berthe powrócił do Normandii, do Rouen, gdzie od 2009 roku funkcjonował klub Stade Rouennais. Po podpisaniu kontraktu, został mianowany nowym kapitanem zespołu. Prowadzona przez niego drużyna nie zdołała się jednak utrzymać w Fédérale 2 i w kolejnym sezonie występuje już na piątym szczeblu rozgrywek (Fédérale 3).
W sezonie 2012/2013 Berthe jest także jednym z trenerów grup młodzieżowych (do lat 17).

## Kariera reprezentacyjna
Dziadek Romualda od strony matki był Polakiem, dzięki czemu ma on możliwość reprezentowania Polski. W 2004 roku zadebiutował w zespole juniorów (drużyna do lat 18), później zaś grał w reprezentacji młodzieżowej (U-20).
W zespole seniorów zadebiutował 15 listopada 2008 roku, kiedy to w Ostrawie biało-czerwoni pokonali Czechów 13–7. Już w kolejnym meczu z Mołdawią Berthe zdobył dwa przyłożenia, z których drugie w ostatniej minucie meczu, dzięki czemu Polacy zwyciężyli 30–28.

### Statystyki
Stan na dzień 30 marca 2013 r. Wynik reprezentacji Polski zawsze podany w pierwszej kolejności.
| Drużyna narodowa | Rok  | Mecze | Punkty |
| ---------------- | ---- | ----- | ------ |
| Polska           |      |       |        |
| 2008             | 1    | 0     |        |
| 2009             | 3    | 10    |        |
| 2010             | —    | —     |        |
| 2011             | 1    | 0     |        |
| 2012             | 2    | 5     |        |
| 2013             | 1    | 0     |        |
| Suma             | Suma | 8     | 15     |

| Występy w reprezentacji Polski | Występy w reprezentacji Polski | Występy w reprezentacji Polski | Występy w reprezentacji Polski | Występy w reprezentacji Polski | Występy w reprezentacji Polski |
| Lp.                            | Data                           | Stadion, miasto                | Przeciwnik                     | Wynik                          | Zdobyte punkty                 |
| ------------------------------ | ------------------------------ | ------------------------------ | ------------------------------ | ------------------------------ | ------------------------------ |
| 1.                             | 15.11.2008                     | Stadion miejski, Ostrawa       | Czechy                         | 13:7                           | 0                              |
| 2.                             | 16.05.2009                     | Stadion Dinamo, Kiszyniów      | Mołdawia                       | 30:28                          | 10 (2P)                        |
| 3.                             | 30.05.2009                     | Stadion Polonii, Warszawa      | Belgia                         | 14:3                           | 0                              |
| 4.                             | 12.09.2009                     | Stadion Spartak, Kijów         | Ukraina                        | 12:19                          | 0                              |
| 5.                             | 15.10.2011                     | Stadion Sandecji, Nowy Sącz    | Czechy                         | 20:13                          | 0                              |
| 6.                             | 6.10.2012                      | Stadion Josefa Kohouta, Říčany | Czechy                         | 29:3                           | 5 (P)                          |
| 7.                             | 3.11.2012                      | Stadion MOSiR, Gdańsk          | Niemcy                         | 22:13                          | 0                              |
| 8.                             | 30.03.2013                     | Narodowy Stadion Rugby, Gdynia | Ukraina                        | 13:12                          | 0                              |